# Oribotritia oregonensis
Oribotritia oregonensis är en kvalsterart som beskrevs av Wojciech Niedbała 2002. Oribotritia oregonensis ingår i släktet Oribotritia och familjen Oribotritiidae. Inga underarter finns listade i Catalogue of Life.